# Kulturem
Kulturem ist ein Begriff, der von dem spanischen Linguisten Fernando Poyatos im Jahr 1976 geprägt wurde. Im deutschsprachigen Raum wurde er von Els Oksaar übernommen und vertreten. Gemeint sind damit Behavioreme, also kulturbedingte Verhaltensweisen in bestimmten, wiederkehrenden Situationen, die je nach kulturellen, verbalen, nonverbalen und extraverbalen Faktoren variieren. Dazu gehören unter anderem die je nach Kulturraum unterschiedlichen Begrüßungsformen (z. B. Händeschütteln oder Verbeugung).